# Synclinorium van Namen
Het synclinorium van Namen (ook wel synclinale van Namen of syncline van Namen) is een tektonische eenheid in de Belgische Ardennen, die bestaat uit een synclinorium (opeenvolging van synclinale plooien) in gesteenten uit het Carboon (359 - 299 Ma). Deze gesteenten zijn bekend vanwege het feit dat ze veel steenkoollagen bevatten.

## Ligging en dagzomen
Het synclinorium van Namen wordt aan de noordkant begrensd door de Faille du Midi, een grote overschuiving. Langs deze overschuiving is het noordwaarts over het Massief van Brabant geschoven. In het zuiden ligt het synclinorium tegen het synclinorium van Dinant aan. De twee synclinoria worden van elkaar gescheiden door de Condroz zone. Deze gehele tektonische opeenvolging in de sokkelgesteenten is ontstaan tijdens de Hercynische gebergtevorming aan het einde van het Carboon.
Het synclinorium vormt een langgerekte structuur op de kaart, die ongeveer vanaf Bergen over Namen en Luik naar Aken loopt. Vanaf Charleroi tot aan Luik dagzoomt het als een lange band. In Nederlands Zuid-Limburg en aangrenzend Duitsland is het echter afgedekt door jongere gesteenten uit het Krijt. De Nederlandse steenkoolmijnen gaan daarom meestal dieper dan die in België.

## Gesteenten
Het synclinorium van Namen bevat gesteenten die in het Devoon en Carboon zijn afgezet in een piggyback bekken ten noorden van het omhoogkomende Hercynische gebergte. Dit zijn zandstenen (soms tot kwartsiet gemetamorfoseerd) en micaschisten, waarop een pakket zeer donkere kalksteen volgt. Door het langzaam vormen van de overschuivingen werd gedurende het Devoon en Carboon het afzettingsmilieu steeds ondieper. In het Westfalien (313 - 304 Ma, Boven-Carboon) wordt veen (plantenresten) en zandsteen afgezet, wat erop wijst dat het bekken boven de zeespiegel was gekomen.
Aan het einde van het Carboon wordt het bekken tot een nauwe syncline samengedrukt. Het synclinorium van Dinant schuift over dat van Namen heen, waardoor de gesteenten een grote diepte bereiken. De druk en temperatuur zijn dan hoog genoeg om steenkool te laten ontstaan.
Door een combinatie van tektonische opheffing en peneplain-erosie zijn de gesteenten van het synclinorium van Namen gedurende het Tertiair en Kwartair weer aan de oppervlakte komen te liggen.